# Howling Commandos of S.H.I.E.L.D.
Howling Commandos of S.H.I.E.L.D. — серия комиксов, которую издавала компания Marvel Comics в 2015—2016 годах. Является спин-оффом серии S.H.I.E.L.D. 2014 года. Состоит из 6 выпусков.

## Синопсис
Комиксы повествуют о новой команде, находящейся в подчинении «Щ.И.Т.а».

## Выпуски
| №  | Название                   | Оценка на Comic Book Roundup | Предполагаемый объём продаж (первый месяц) |
| #1 | «Mission 001: Earth Idol»  | 5.5 на основе 14 рецензий    | 44 532                                     |
| #2 | «Mission 002: Ghost Train» | N/A                          | 20 498                                     |
| #3 | N/A                        | N/A                          | 18 002                                     |
| #4 | N/A                        | 4.3 на основе 1 рецензии     | 14 091                                     |
| #5 | N/A                        | N/A                          | 12 281                                     |
| #6 |                            | 7.0 на основе 2 рецензий     | 12 700                                     |

### Коллекционные издания
| Название      | Собранный материал                     | Кол-во страниц | Дата выхода | ISBN              | Предполагаемый объём продаж (первый месяц) |
| ------------- | -------------------------------------- | -------------- | ----------- | ----------------- | ------------------------------------------ |
| Monster Squad | Howling Commandos of S.H.I.E.L.D. #1-6 | 160            | 25 мая 2016 | 978-0-7851-9646-4 | 838                                        |

## Отзывы
На сайте Comic Book Roundup серия имеет оценку 5,6 из 10 на основе 17 рецензий. Дуг Завиша из Comic Book Resources написал, что первый выпуск — «это забавное введение в новую концепцию, но ему нужно решить, в каком направлении она движется». Критик из IGN дал первому выпуску 3 балла из 10 и спросил «что это за комикс? Где крючок, который заставляет нас возвращаться [к нему] снова и снова?». Дэвид Пепос из Newsarama тоже был не в восторге от первого выпуска и поставил ему оценку 2 из 10.